# Biệt đội Rowehl
Biệt đội Rowehl (tiếng Đức: Kommando Rowehl), tên đầy đủ là Nhóm Trinh sát trên không thuộc Bộ Tổng tư lệnh Không quân (tiếng Đức: Aufklärungsgruppe des Oberbefehlshabers der Luftwaffe - Aufkl.Gr.Ob.d.L.), là một đơn vị quân sự đặc biệt của Không quân Đức (Luftwaffe), mã trên máy bay là T5, làm nhiệm vụ trinh sát trên không chiến lược tại châu Âu trong thời kỳ Đức Quốc xã nắm quyền.
Người sáng lập và chỉ huy biệt đội này trong suốt thời kỳ của nó là Theodor Rowehl, vì thế biệt đội có tên gọi này.

## Hình thành
Theodor Rowehl vốn là một phi công trinh sát của Hải quân Đế quốc Đức, từng thực hiện nhiều phi vụ do thám trên khắp nước Anh trong thời kỳ Thế chiến thứ nhất. Sau chiến tranh, lo ngại về cả ảnh hưởng chiến lược của liên minh giữa Ba Lan và Pháp mới được tái lập và tin đồn về việc xây dựng các công sự biên giới của Ba Lan, cuối thập niên 1920, Rowehl bắt đầu thuê và lái một chiếc máy bay tư nhân bay dọc biên giới với Ba Lan trong thời gian rảnh rỗi và chụp ảnh từ độ cao 4.000 m để tránh bị phát hiện. Ông gửi những bức ảnh này cho Abwehr, bộ phận tình báo quân sự của Đức, nhanh chóng có được sự quan tâm. Năm 1930, ông được đưa vào biên chế của Abwehr, thường thực hiện các chuyến bay do thám dọc biên giới với Ba Lan và đôi khi xâm nhập không phận Ba Lan. Ông đã bay trong chiếc Junkers W 34 đã lập kỷ lục độ cao thế giới ở mức 12.739 mét vào ngày 26 tháng 5 năm 1929.
Nhận thức được tầm quan trọng của hoạt động do thám trên không, Abwehr cho tái khởi động chương trình trinh sát chiến lược của Đức, đến năm 1934, nhóm của Rowehl đã tăng lên 5 máy bay và một nhóm nhỏ các phi công được tuyển chọn cẩn thận, có trụ sở tại Kiel. Rowehl cũng tái gia nhập quân đội với tư cách là một sĩ quan.
Sau khi Hiệp ước bất tương xâm giữa Đức và Ba Lan được ký vào năm 1934, nhóm hoạt động ngầm dưới vỏ bọc các chuyến bay thử nghiệm tầm cao, nghiên cứu thời tiết. Nhóm cũng chuyển căn cứ đến sân bay Staaken, ngoại ô Berlin.. Họ mở rộng hoạt động trinh sát trên không sang lãnh thổ của Liên Xô, Pháp và Tiệp Khắc. Họ đã sử dụng phương pháp chụp ảnh lập thể lần đầu tiên ở Đức.
Nhóm được trang bị một số phiêm bản sửa đổi của máy bay trinh sát (Do-215B-4, Ju-88D, Ju 86P/R, He-111P/H-6, Ar-240A-0, Bf-110E-3/F-2trop và Bf-109F-4/U-3) và một số máy bay trinh sát thử nghiệm (Me-261V3, He-177А-3, Ju-88B/C-7 và các loại khác) được trang bị máy ảnh đặc biệt để chụp ảnh trên không. Năm 1939-1940, nhóm Rowehl tham gia vào hoạt động tình báo chiến lược trên lãnh thổ của Pháp, Anh, Na Uy, Hy Lạp và các nước khác. Trước thềm cuộc xâm lược của Liên Xô, bay ở độ cao không thể tiếp cận với các máy bay chiến đấu của Không quân Hồng quân, nhóm này đã thực hiện một loạt ảnh chụp các mục tiêu chiến lược ở phía tây Liên Xô, bao gồm cả sân bay quân sự. Nhờ thông tin được thu thập bởi nhóm, lãnh đạo Đức đã có thể thường xuyên nhận được dữ liệu về việc xây dựng các tổ hợp công nghiệp mới ở Liên Xô, đóng tàu chiến và phát triển cơ sở hạ tầng. Các chuyến bay được ngụy trang thành hàng không dân dụng hoặc các chuyến bay thử nghiệm. Các hình ảnh cho phép lập kế hoạch và thực hiện một chiến dịch phá hủy máy bay của các quân khu biên giới của Liên Xô trong những ngày đầu của cuộc chiến.
Đỉnh điểm hoạt động nhóm Rowehl là vào khoảng năm 1942, với các hoạt động chụp ảnh do thám Leningrad, tất cả các khu vực Volga, Kavkaz, Baku, Biển Đen, và thực hiện nhiều chuyến bay đến toàn bộ bán kính trong khu vực của Urals: các thành phố Molotov (Perm), Ufa và những thành phố khác. 

## Hoạt động

### Phía đông
Từ năm 1939, nhóm Rowehl đã bay vào không phận Liên Xô để thu thập thông tin về sự phát triển công nghiệp và quân sự. Việc do thám đã được thực hiện trên nhiều thành phố, đặc biệt, trong khu vực Leningrad và Kiev. Để giữ bí mật, các chỉ huy đã quyết định che giấu các máy bay trinh sát dưới vỏ bọc máy bay hàng không dân dụng Lufthansa. Nhờ thông tin thu thập được trong các chuyến bay do thám, lãnh đạo Đức Quốc xã nắm được một lượng lớn dữ liệu về vị trí của nhiều trung tâm công nghiệp và các đơn vị quân đội của Liên Xô, giúp có thể đạt được thành công lớn ở giai đoạn đầu của Chiến dịch Barbarossa.
Đầu năm 1941, khi công tác chuẩn bị cho chiến dịch được tiến hành đầy đủ, Bộ Tham mưu Luftwaffe đã ra lệnh bắt đầu các hoạt động tình báo quy mô lớn. Ban đầu, các phi công không bay quá sâu vào lãnh thổ Liên Xô, nhưng sau đó, họ bắt đầu bay sâu hơn vào lãnh thổ của một kẻ thù tiềm năng. Họ đặc biệt chú ý đến các căn cứ hải quân (Kronstadt, Sevastopol) và các cụm tổ hợp công nghiệp. Công việc mang lại kết quả tuyệt vời và đến tháng 5, bộ chỉ huy Đức đã có những bức ảnh về toàn bộ dải biên giới của Liên Xô.
Hoạt động do thám tích cực của nhóm Rowehl sớm thu hút sự chú ý của phía Liên Xô, các báo cáo về nó cũng đến từ tình báo nước ngoài, đặc biệt là các cảnh báo từ Schulze-Boysen. Mặc dù có mối đe dọa rõ ràng, giới lãnh đạo Liên Xô đã không thực hiện bất kỳ hành động nào để giải quyết vấn đề này. 

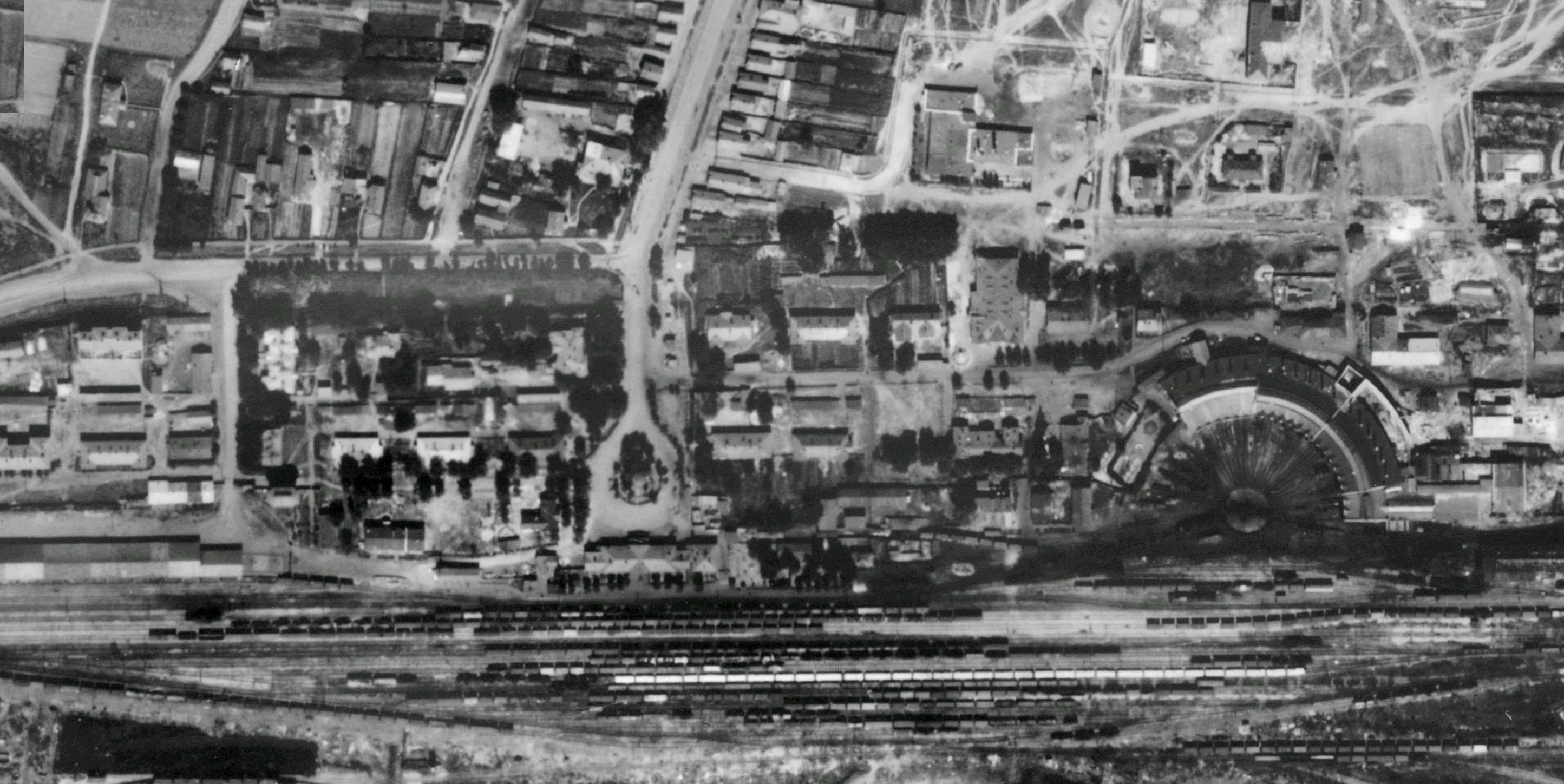
Ga đường sắt Rzhev-II trên một bức ảnh chụp từ trên không của không quân Đức năm 1941.